# 司马顺明
司马顺明（？—？），河内郡温县（今河南省焦作市温县）人，东晋宗室。

## 生平
元熙元年（419年），东晋宗室大多逃亡到黄河以南。当时邵平率领部曲及并州乞活军一千多加屯驻在金镛城，迎接逃亡的司马文荣为主人。司马顺明也率领五千人驻扎在陵云台，他派人刺杀了司马文荣，邵平又推举司马顺明为主人。泰常四年三月癸丑（419年5月3日），薛辩及司马楚之、司马顺明、司马道恭都派遣使者向北魏投降。